# Metisella
Metisella is een geslacht van vlinders uit de familie van de dikkopjes (Hesperiidae) en de onderfamilie Heteropterinae.

## Soorten
- M. aegipan (Trimen, 1868)
- M. alticola (Aurivillius, 1925)
- M. angolana (Karsch, 1896)
- M. carsoni (Butler, 1898)
- M. decipiens (Butler, 1896)
- M. formosus (Butler, 1893)
- M. kakamega de Jong, 1976
- M. kambove (Neave, 1910)
- M. kumbona Evans, 1937
- M. malgacha (Boisduval, 1833)
- M. medea Evans, 1937
- M. meninx (Trimen, 1873)
- M. metis (Linnaeus, 1764)
- M. midas (Butler, 1893)
- M. perexcellens (Butler, 1896)
- M. quadrisignatus (Butler, 1893)
- M. sitebi Kielland, 1982
- M. syrinx (Trimen, 1868)
- M. trisignatus (Neave, 1904)
- M. tsadicus (Aurivillius, 1905)
- M. willemi (Wallengren, 1857)